# 물잎풀과
물잎풀과(---科, 학명: Hydrophyllaceae 히드로필라케아이[*])는 지치목의 과이다. 과거에는 지치과 아래의 물잎풀아과(Hydrophylloideae)로 분류하기도 했으나, 지치목 워킹 그룹(Boraginales Working Group)의 2016년 분류에서는 분자계통학적 근거에 따라 별개의 과로 재분류했다.
전통적으로 크론퀴스트 분류 체계 아래에서는 가지목의 일부로써 물잎풀과(Hydrophyllaceae)라는 독립된 과로 취급했다. 이후 좀더 최근의 분류 체계는 지치과와 밀접한 연관이 있는 것으로 인정하여, 물잎풀과와 지치과를 지치목으로 함께 분류했고, 이후에 분류 등급을 강등하여 지치과의 아과로 분류하기도 하였다.
이 과의 식물은 일년생 또는 다년생의 초본 식물 또는 관목으로 기는 줄기 또는 곧은 줄기이다. 대부분 일종의 곧은 뿌리이다. 꽃은 양성화이며, 통상 5장의 꽃잎과 수술을 지닌 사출화이다. 약 20여 속에 300여 종을 포함하고 있다. 대부분 미국 서부에서 자생한다.
이 과의 이름은 물잎풀속(Hydrophyllum)에서 유래했으며, 알려진 속으로는 Emmenanthe, Nemophila, Phacelia 등이 있다.

## 하위 분류
- 물잎풀속(Hydrophyllum L.)
- Draperia Torr.
- Ellisia L.
- Emmenanthe Benth.
- Eucrypta Nutt.
- Hesperochiron S.Watson
- Nemophila Nutt. ex W.P.C.Barton
- Phacelia Juss.
- Pholistoma Lilja
- Romanzoffia Cham.
- Tricardia Torr. ex S.Watson